# Provinciale weg 524
De provinciale weg 524, ook wel N524, is een provinciale weg die loopt tussen Hilversum en Bussum onder de namen Bussummergrindweg (Bussum), Naarderweg (Bussum en Hilversum). Nabij Bussum geeft de weg aansluiting op de provinciale weg N236 richting Amsterdam en Bussum. 
De N524 begint ten noorden van Hilversum. De weg begint niet, zoals bij de meeste provinciale wegen, bij de komgrens, maar pas voorbij de aansluiting met het bedrijfsgebouw gevestigd op Naarderweg 16. Vervolgens gaat de weg verder richting het noorden en gaat daarbij onder de Natuurbrug Zanderij Crailoo, een van de grootste ecoducten ter wereld. De N524 eindigt op het kruispunt met de N236, waar aansluiting is richting Amsterdam en Bussum.
N23 · N194 · N196 · N197 · N198 · N199 · N200 · N201 · N202 · N203 · N204 · N205 · N206 · N207 · N208 · N209 · N210 · N211 · N212 · N213 · N214 · N215 · N216 · N217 · N218 · N219 · N220 · N221 · N222 · N223 · N224 · N225 · N226 · N227 · N228 · N229 · N230 · N231 · N232 · N233 · N234 · N235 · N236 · N237 · N238 · N239 · N240 · N241 · N242 · N243 · N244 · N245 · N246 · N247 · N248 · N249 · N250 · N307

N401 · N402 · N403 · N404 · N405 · N406 · N407 · N408 · N409 · N410 · N411 · N412 · N413 · N414 · N415 · N416 · N417 · N418 · N419 · N420 · N421 · N439 · N440 · N441 · N442 · N443 · N444 · N445 · N446 · N447 · N448 · N449 · N450 · N451 · N452 · N453 · N454 · N455 · N456 · N457 · N458 · N459 · N460 · N461 · N462 · N463 · N464 · N465 · N466 · N467 · N468 · N469 · N470 · N471 · N472 · N473 · N474 · N475 · N476 · N477 · N478 · N479 · N480 · N481 · N482 · N483 · N484 · N487 · N488 · N489 · N490 · N491 · N492 · N493 · N494 · N495 · N496 · N497 · N498 · N501 · N502 · N503 · N504 · N505 · N505 (Andijk) · N506 · N507 · N508 · N509 · N510 · N511 · N512 · N513 · N514 · N515 · N516 · N517 · N518 · N519 · N520 · N521 · N522 · N523 · N524 · N525 · N526 · N527 · N806 · N830 · N848

Cursief vermelde wegen zijn voormalige Provinciale wegen